# Медиржак
Медиржак (рум. Mădârjac) — село у повіті Ясси в Румунії. Входить до складу комуни Медиржак.
Село розташоване на відстані 304 км на північ від Бухареста, 27 км на південний захід від Ясс.

## Населення
За даними перепису населення 2002 року у селі проживали 900 осіб, усі — румуни. Усі жителі села рідною мовою назвали румунську.